# Manuel Neira
Manuel Alejandro Neira Díaz (Santiago del Cile, 12 ottobre 1977) è un ex calciatore cileno, di ruolo attaccante.

## Palmarès

### Club

#### Competizioni nazionali
- Campionato cileno: 4

Colo-Colo: 1997 (Clausura), 1998, 2002 (Clausura)
Univ. Católica: 2010
- Coppa del Cile: 1

Colo-Colo: 1994
- Campionato argentino: 1

Racing Club: Apertura 2001
- Campionato colombiano: 1

América de Cali: 2001